# Musée des gladiateurs
Le musée des gladiateurs est un musée situé à Santa Maria Capua Vetere, dans la province italienne de Caserte  (région de Campanie).
Situé à proximité de l'amphithéâtre de Capoue, il est consacré à l'histoire de ce monument et à celles de l'école des gladiateurs de la ville antique.

## Localisation et histoire
Le musée est situé à proximité immédiate de l'amphithéâtre de Capoue, et au sud-est de celui-ci.
L'inauguration du musée des gladiateurs, dans les locaux précédemment dénommés Antiquarium, a lieu en 2003.

## Description
Le musée est divisé en trois salles.
La première salle est consacrée aux inscriptions dédicatoires récupérées sur l'amphithéâtre et à une maquette de celui-ci.
Une reproduction d'un vomitoire de l'amphithéâtre occupe la deuxième, dans laquelle figurent également des représentations de scènes mythologiques ou réalistes.
La troisième salle propose une représentation animée d'un combat de gladiateurs.

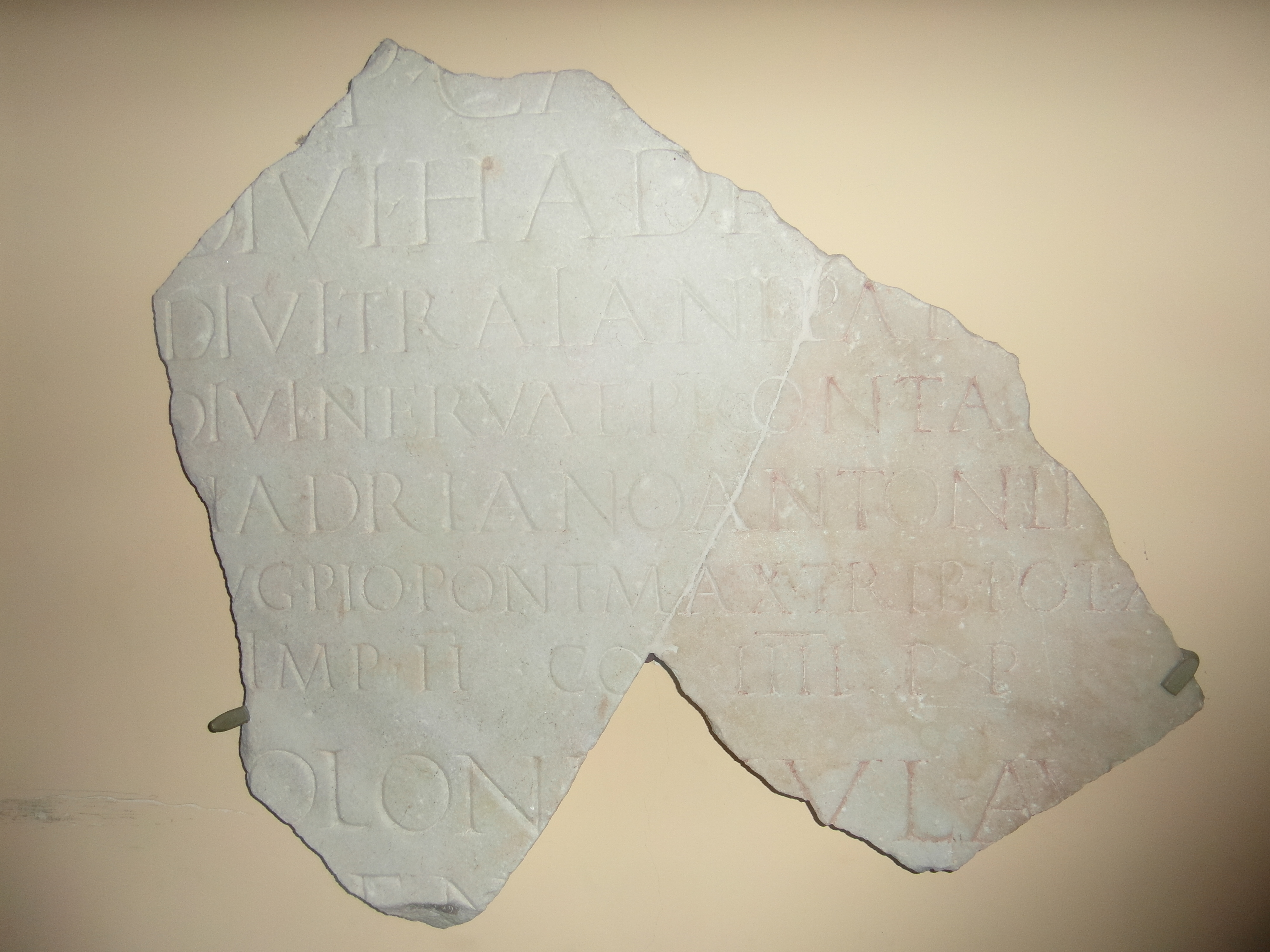
Dédicace à Antonin le Pieux.
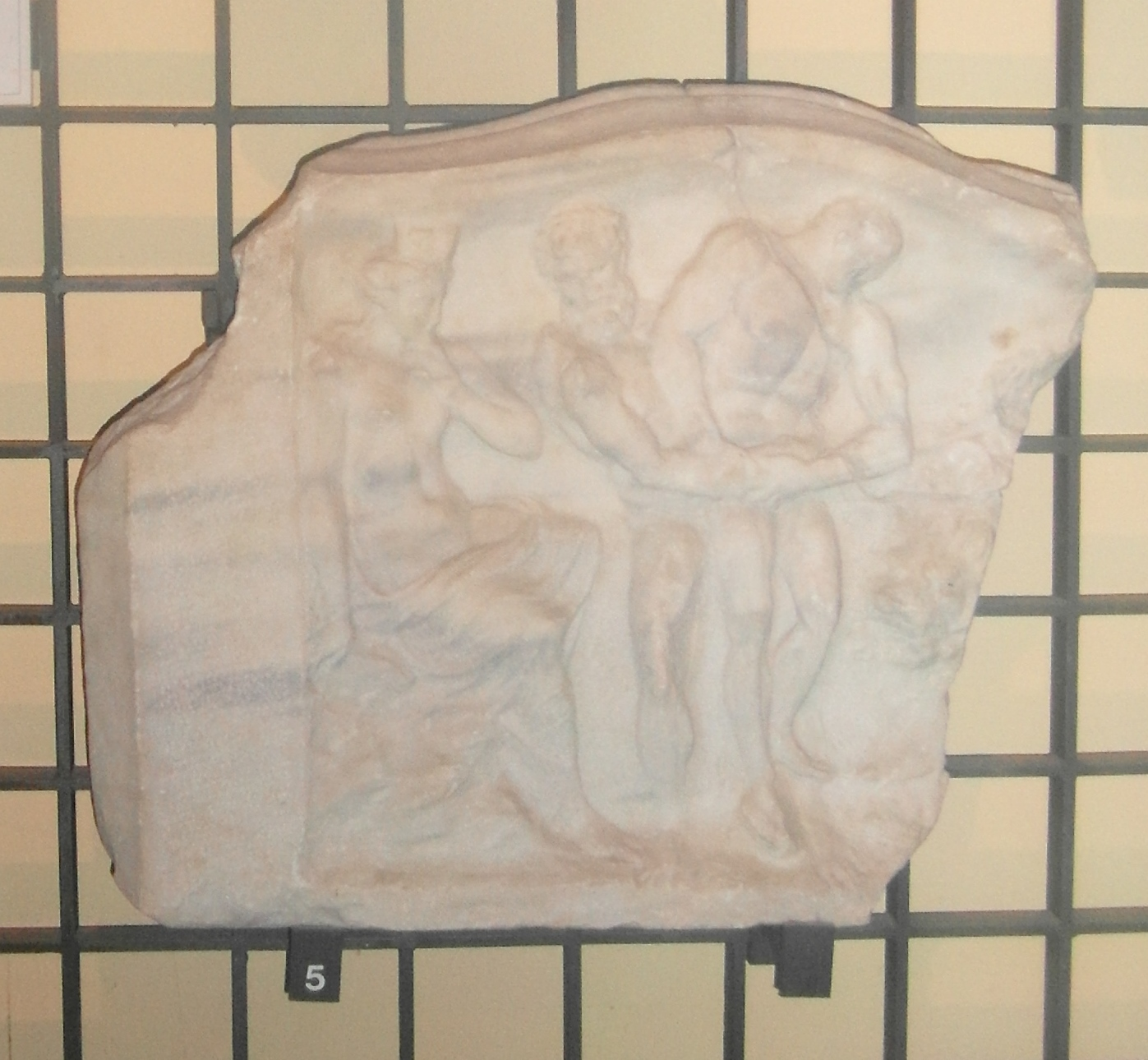
Décor de l'amphithéâtre.
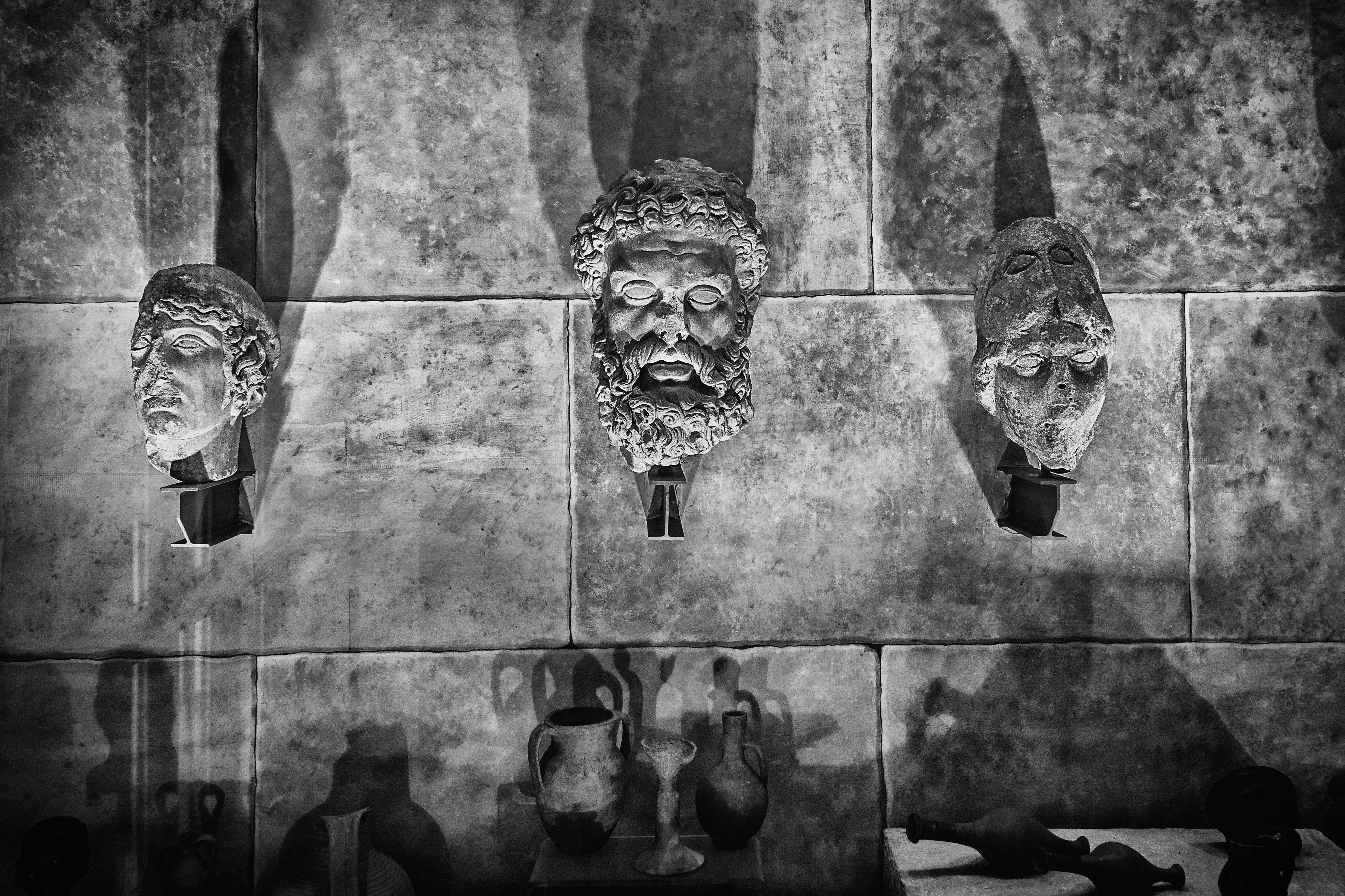
Restitution  d'une paroi de l'amphithéâtre.